# Ofensiva del sur de Damasco (abril-mayo de 2018)
La ofensiva del sur de Damasco comenzó el 19 de abril de 2018 cuando las Fuerzas Armadas sirias comenzaron a despejar un enclave mantenido por el Estado Islámico de Irak y el Levante (EIIL) en el sur de Damasco, en el campamento de Yarmouk .

## Contexto
En marzo de 2018, EIIL masacró a docenas de soldados sirios en una ofensiva para al-Qadam. El 14 de abril, EIIL comenzó una ofensiva en el eje occidental del vecindario de al-Qadam y el 15 de abril, las fuerzas de EIIL en el campamento de Yarmouk bombardearon áreas en poder del gobierno. El mismo día, el gobierno sirio comenzó a redistribuir a los soldados de Guta Oriental en el área en un intento por rodear el campamento.

## Ofensiva

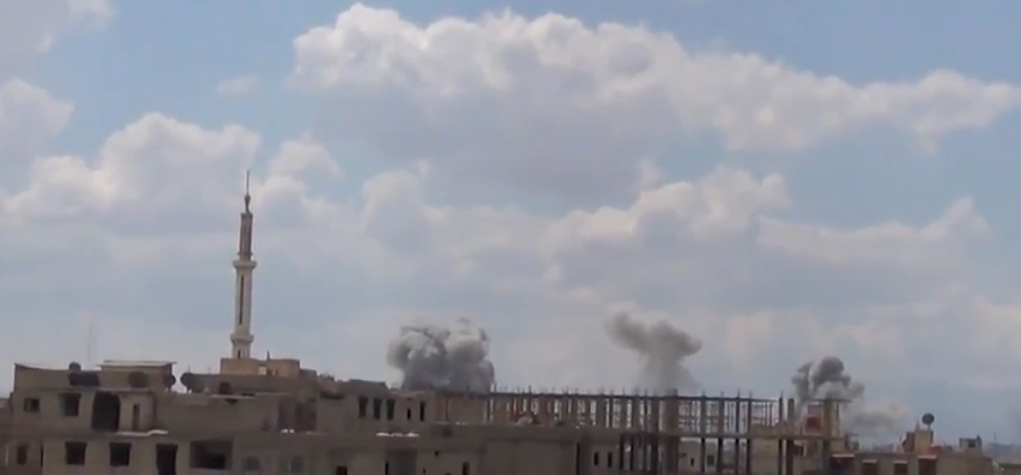
La Fuerza Aérea Siria bombardea las posiciones de los rebeldes en el sur de Damasco, abril de 2018

El 19 de abril, después de una semana de intensificaciones intermitentes, el Ejército Árabe Sirio y las milicias aliadas palestinas lanzaron una ofensiva contra el barrio al-Hajar al-Aswad del ISIL y el campamento palestino de Yarmouk. Los bombardeos de misiles y proyectiles de artillería bombardearon las posiciones del EIIL en los distritos de Yarmouk Camp, Qadam y Tadamon en el bolsillo del EIIL en más de 580 ataques aéreos, con activistas locales que informaron sobre al menos 15 civiles muertos y más de 100 heridos. La fuerza aérea rusa también proporcionó un gran apoyo a la ofensiva. Tras los bombardeos, el ejército sirio y sus aliados asaltaron el eje occidental de al-Qadam. El 20 de abril, el ejército capturó la mezquita Imam Ali en Tadamon.
Mientras que los medios estatales y SOHR informaron el 20 de abril que el EIIL había aceptado rendirse, los combates continuaron el 23 de abril. SOHR declaró que algunos militantes habían rechazado el acuerdo. El 22 de abril, se informó que el ejército sirio logró capturar el vecindario de Al-Zain al sur de Al-Hajar Al-Aswad. Al día siguiente, se informó que dos tanques del Ejército fueron destruidos en los enfrentamientos que también dejaron a tres oficiales palestinos muertos. El 24 de abril, el ejército sirio comenzó a lanzar volantes sobre Al-Hajar Al-Aswad, instando a los militantes del EIIL a rendirse. Según informes, el ejército también había entrado en el distrito de Joura, al-Qadam, apoderándose de algunos edificios y capturando los huertos.
La UNRWA informó que alrededor de 5,000 palestinos de Yarmouk fueron desplazados a Yalda entre el 19 y el 24 de abril, dejando a 1,200 residentes, aunque las fuentes locales informaron que 2,500 familias o 3,000 personas todavía estaban allí. Para el 25 de abril, fuentes locales dijeron que al menos 20 civiles habían muerto. La ONU describió a Yarmouk Camp como "transformado en un campo de exterminio", reportando miles de hogares y el último hospital en funcionamiento destruido. El Grupo de Acción para Palestinos de Siria, con sede en el Reino Unido, dijo que el 60% del campamento había sido destruido en la ofensiva gubernamental el 27 de abril.
El 25 de abril, a pesar de enfrentar una fuerte resistencia al EIIL, las SAA continuaron avanzando en múltiples ejes del bolsillo. Dirigido por unidades de la Guardia Republicana, el ejército sirio continuó su avance en el subdistrito de Al-Ma'edhiyah, tomando más edificios cerca del eje Al-Asali. Las SAA también hicieron avances en los barrios de Baradi y Baradat en Tadamon.
El 26 de abril, la Agencia Amaq, afiliada al EIIL, informó que mataron a tres elementos del ejército sirio, incluido un teniente, mientras que el gobierno logró avances limitados en al-Hajar al-Aswad. Mientras EIIL y las SAA se enfrentaban, las unidades de Tahrir al-Sham repelieron un avance de las SAA por separado en el campamento de Yarmouk.
El 27 de abril, EIIL bombardeó partes del distrito de al-Qadam. La SAA hizo avances adicionales en otras áreas en el sur de Damasco, 20 soldados de las SAA murieron y 3 BMP se dañaron según Amaq en los avances en al-Qadam. Otros ocho soldados de las SAA murieron en el avance en el vecindario de al-Zayn. El mismo día, el general sirio Hassan Yusuf Mohammad también murió en enfrentamientos en el sur de Damasco.
La Agencia de Noticias Árabe Siria (SANA) informó el 28 de abril que las SAA habían capturado completamente a al-Qadam, Mazniyeh, Asali y Jourah. El 29 de abril, SANA anunció que se había llegado a un acuerdo para evacuar a los combatientes de la oposición siria y a sus familiares de las zonas controladas por los rebeldes al este de Yarmouk. También anunció el 30 de abril que se llegó a un acuerdo para evacuar a civiles y combatientes de Yarmouk de las HTS. Las evacuaciones comenzaron más tarde en el día y se completaron el 1 de mayo, con lo que el 15% de Yarmouk que estaba en manos de HTS estaba bajo el control del gobierno.
El 3 de mayo, la SAA informó que había capturado la escuela Munif Al-Anidi y el cementerio en Hajar-Al Aswad, y así dividió con éxito el bolsillo que contenía el EIIL en dos partes. El 4 de mayo, la policía militar rusa ingresó en Beit Sahem cuando los rebeldes que no pertenecían al EIIL continuaron con las evacuaciones de sus áreas previamente controladas al este de Yarmouk. El 5 de mayo, el ejército sirio y los grupos de milicias palestinas dijeron que habían capturado completamente el distrito sur de al-Hajar al-Aswad. Para el 5 de mayo, el Ministerio de Defensa ruso anunció que el ejército sirio controlaba dos tercios del campamento.
Entre el 5 y el 12 de mayo, ambos bandos sufrieron grandes bajas debido a que los avances del gobierno se desaceleraron debido a que los militantes del EIIL se atrincheraron en túneles y refugios subterráneos. Los militantes también habían realizado constantes contraataques. Las fuentes locales informaron ataques aéreos y de artillería a favor del gobierno en el campamento de Yarmouk y al-Hajar al-Aswad durante todo el 7 de mayo, con el objetivo de separar los dos barrios, con 500 metros de terreno ganado. Los medios a favor del gobierno informaron sobre el asesinato de Muhammad Ahmad Hourani de Hezbollah y el herido del corresponsal de guerra Wasim Aissa durante los enfrentamientos en Yarmouk.
El 16 de mayo, un nuevo asalto del ejército en el campamento con ataques aéreos y misiles tierra-tierra, se informó que decenas de civiles y más de 100 combatientes de ambos bandos fueron asesinados. SOHR informó que la SAA capturó completamente al-Hajar-al-Aswad. El 19 de mayo, fuentes rusas y oficiales informaron un alto el fuego entre el gobierno y el EIIL,  y se informó que los autobuses cargados de combatientes del EIIL fueron evacuados por el gobierno. Justo después de la medianoche del 20 de mayo, los autobuses ingresaron al enclave para evacuar a los combatientes, mientras que el EIIL quemó sus bases en preparación para el retiro. A pesar de los informes de algunos enfrentamientos continuos en el área, el primer grupo de militantes y sus familiares fueron evacuados hacia el desierto oriental.
El 21 de mayo, las SAA recobraron completamente el campamento de Yarmuk, cuando los combatientes del EIIL se retiraron a los desiertos al este de la ciudad, lo que permitió al Ejército Árabe Sirio controlar completamente la capital después de 6 años.

## Consecuencias
En el mes de los combates, se informó que un total de al menos 21 civiles murieron en Yarmouk, y 7.000 personas, incluidos 6.200 palestinos, desplazados de sus hogares. Un portavoz de la UNRWA dijo que se calcula que entre 100 y 200 civiles todavía están en Yarmouk. El jeque Mohammed al-Omari, un clérigo leal al gobierno, condenó a las tropas gubernamentales y las milicias aliadas por saquear casas en el barrio capturado. Según The Economist , muchos palestinos creían que el gobierno planeabaa reurbanizar Yarmouk para el uso de los sirios.